# 巴迪瓦·坎梅
巴迪瓦·坎梅（1994年12月24日—），泰国足球运动员，司职门将。目前效力于 曼谷联，也代表泰国国家足球队。

## 国家队生涯
2021年4月12日，被泰国国家足球队征召参加2022年世界杯外围赛，他参加了与塔吉克斯坦的友谊赛。